# محمد بن أحمد بن علي الشنقيطي
محمد بن أحمد بن علي الشنقيطي من أسرة عريقة محافظة اشتهرت بالدين وحب العلم من سكان إمارة دبي (ديرة) وكان منزلة بالقرب من سوق مرشد.

## رحلة العلمية والمهنية
خريج جامع الأزهر بمصر يعتبر العلامة محمد الشنقيطي من مؤسسي القضاء ومحاكم دبي وشغل منصب كبير القضاة بإمارة دبي قديما والساحل المتصالح وإمارة أبوظبي وهو إمام وخطيب الجمعة لمسجد بن خادم بإمارة دبي (ديرة)عرف عنه بأنه من العلماء الأقلة الذين يفتون بمذاهب أهل السنة الأربعة (المالكي - الشافعي - الحنبلي والحنفي) كما أنه حافظ المذاهب الاربعة عن ظهر قلب ترك القضاة عام 1958 بعد تعين القاضي محمد جعفر السقاف.

## المدرسة الأحمدية
وهو من رواد التعليم بدولة الإمارات قديما ومن العلماء الذين دَرَسّوا الطلاب بالمدرسة الأحمدية التي أنشئت في عام 1912 وسميت بالأحمدية نسبةً إلى بانيها الشيخ أحمد بن دلموك، المدرسة تعد أول مدرسة نظامية في تاريخ دبى وتتلمذ على يد محمد الشنقيطي الشاعر سالم محمد الجمري أحد كبار شعراء النبط المعروفين بإمارة دبي والذي يمتاز بكثرة الإنتاج وغزارته، مع دقة في الأسلوب وجودة في اللفظ، وخصوبة في الخيال وقدرة بارعة في التصوير، فتعلم منه القراءة والكتابة والنحو وأصول الفقه، أسوة بأخيه أحمد الذي نال حظه من التعليم أيضا وأصبح رجل علم ودين

## وفاته
توفي في عام 1969 م، عن عمر يناهز 80 عاماً (تقريبا) ودفن في إمارة دبي وبموته فقدت إمارة دبي مؤسس القضاء فيها، قام أبنائه بعد رحيله بوقف خيري حيث تم وقف مكتبتهِ العلمية وكتبة القيمة لأوقاف دبي إمارات.